# Karl Johan (svamp)
 For alternative betydninger, se Karl Johan. (Se også artikler, som begynder med Karl Johan)
Karl Johan svamp, populær-navn for svampearten spiselig rørhat, Boletus edulis.
Navnet stammer fra den svenske konge Karl XIV Johan (1763-1844), som angiveligt holdt meget af at spise svampen, der er blandt Europas mest eftertragtede spisesvampe.
Et godt kendetegn, ud over at det er en rørhat, er, at kødet er helt hvidt og på flere andre sprog hedder den da også "den hvide svamp".

## Voksesteder
Spiselig rørhat danner ektomykorrhiza med både løv- og nåletræer. I månederne august og september finder man oftest svampen i løvskov, mens man i oktober ofte har større held i granplantager og langs med skovveje.

## Forvekslingsmuligheder
Karl Johan-svampen kan forveksles med sommer-rørhat, Boletus reticulatus, som også er spiselig.
En mindre behagelig forvekslingsmulighed er den uspiselige galderørhat, Tylopilus felleus, som ikke er giftig, men smagen er meget bitter.
- Boletus edulis.
- Boletus reticulatus.
- Tylopylus felleus.

Der findes en række spiselige og velsmagende rørhatte, der ligner Karl Johan, dvs. de har en relativt stor brun hat og gullige rør samt en hvidlig stok, eventuelt med en vis brunfarvning.
- Hat fedtet/slimet
  - Karl Johan (Boletus edulis): Hat 10-15 cm, fedtet/slimet, kød hvidt, skifter ikke farve ved såring.
  - Brunstokket rørhat (Boletus badius): Hat 6-12 cm, fedtet/slimet, kød hvidt, anløber svagt blåligt ved såring af friske eksemplarer.
  - Brungul rørhat (Suillus luteus): Hat 5-10 cm, fedtet/slimet, kød blegt gult, stok med tydelig ring, under ringen har ældre eksemplarer brun stok.
- Hat tør
  - Sommer-rørhat (Boletus reticulatus): Hat 10-15 cm, tør, kød hvidt, skifter ikke farve ved såring.
  - Filtet rørhat (Boletus subtomentosus): Hat 4-10 cm, tør, rør gule til gulgrønne, anløber svagt blåligt ved tryk, kød hvidgult.
  - Dugget rørhat (Boletus pruinatus): Hat 5-10 cm, tør, rør bleggule til gule, kød bleggult, anløber svagt blåligt ved såring, hatten ser ud til at være dækket af dug, men det er i virkeligheden bittesmå skæl, der giver det duggede udseende. Spiselig, men ikke så god.

Desuden findes nogle få andre rørhatte, der ligner Karl Johan, men ikke er spiselige på grund af en meget bitter og gennemtrængende smag, bl.a. Galderørhat.